# Parasphena imatongensis
Parasphena imatongensis är en insektsart som beskrevs av Rehn, J.A.G. 1942. Parasphena imatongensis ingår i släktet Parasphena och familjen Pyrgomorphidae. Inga underarter finns listade i Catalogue of Life.